# Браво Адамс, Каридад
Каридад Браво Адамс (исп. Caridad Bravo Adams) (14 января 1904, Вильяэрмоса, Табаско, Мексика — 13 августа 1990, Мехико, Мексика) — мексиканская актриса, писательница и сценаристка.

## Биография
Родилась 14 января 1904 года в Вильяэрмосе. В литературном жанре работала с 1920 года и с тех пор написала свыше 100 произведений, из которых экранизировано было 66. В 1930-е годы переехала в Мехико и посвятила этому городу всю оставшуюся жизнь, правда хотела переехать на Кубу, но увидев там тяжёлое положение решила вернуться на родину.
Скончалась 13 августа 1990 года в Мехико.

### Память
Телекомпания Televisa чтит память этой писательницы и по н.в — экранизируются ремейки прошлых телесериалов, а также снимаются новые телесериалы, ранее ещё нигде не экранизированные.

## Избранная фильмография

### Актриса
- 1934 — Сердце бандита

### Писательница и сценаристка

#### Оригинальный текст
- 1975 — Беззащитный
- 1986 — Хитрость
- 1988-91 — Я не верю мужчинам
- 1993 — Дикое сердце
- 1996 — В плену страсти
- 1997 — Разлучённые
- 1999 — Ради твоей любви
- 2000-01 — Обними меня крепче
- 2003 — Истинная любовь

#### Сценарии с адаптациями
- 1969 — Просто Мария
- 1978 — Доменика Монтеро